# Dystrykt Bannu
Dystrykt Bannu (paszto: بنو, urdu: ضلع بنوں) – dystrykt w północnym Pakistanie w prowincji Chajber Pasztunchwa. W 1998 roku liczył 677 346 mieszkańców (z czego 51,67% stanowili mężczyźni) i obejmował 68 920 gospodarstw domowych. Siedzibą administracyjną dystryktu jest Bannu.